# 아쿠타가와정
아쿠타가와정(일본어: 芥川町)은 일본 오사카부 미시마군에 있던 정이다. 현재의 다카쓰키시에 해당한다.

## 역사
- 1889년 4월 1일 - 정촌제 시행에 의해 시마카미군 아쿠타가와촌이 성립하였다.
- 1896년 4월 1일 - 미시마군이 성립해, 소속이 변경되었다.
- 1929년 11월 1일 - 정으로 승격해 아쿠타가와정이 되어싿.
- 1931년 1월 1일 - 오칸무리촌, 시미즈촌, 이와테촌과 합병해 새로운 다카쓰키정이 성립하여, 동일 아쿠타가와정이 되었다.

## 교통

### 도로
- 서국가도 (西国街道)

## 참고문헌
- 角川日本地名大辞典 27 大阪府